# Rashid Khan (Sänger)

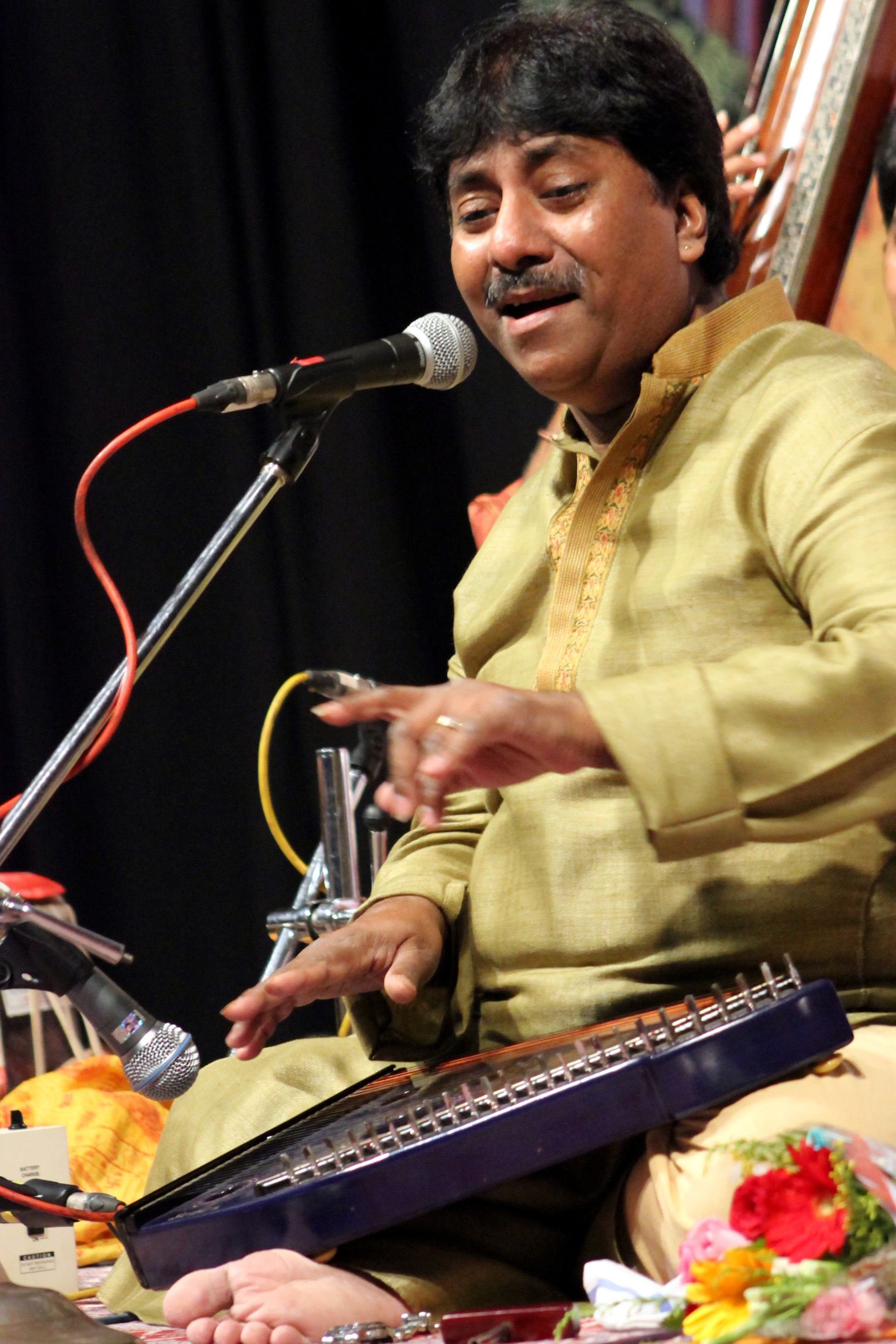
Rashid Khan

Rashid Khan (Hindi राशिद खान; * 1. Juli 1968 in Sahaswan/Uttar Pradesh; † 9. Januar 2024 in Kolkata) war ein indischer klassischer Sänger.

## Leben
Khan war der Urenkel von Inayat Hussain Khan, dem Begründer der Rampur-Sahaswan Gharana. Er wurde von seinem Großonkel Nissar Hussain Khan in die klassische hindustanische Musik eingeführt und später von seinem Onkel Ghulam Mustafa Khan unterrichtet. Er debütierte 1977 als Sänger und trat im Folgejahr beim ITC Sangeet Sammelan in Delhi auf. 1980 trat er in die ITC Sangeet Research Academy ein, wo er 1994 sein Diplom als Sänger erhielt.
Khan profilierte sich als einer der wichtigsten hindustanischen klassischen Sänger des beginnenden 21. Jahrhunderts und war auch auf dem Gebiet der Filmmusik aktiv. Seine Diskographie umfasst mehr als vierzig Alben. Ausgezeichnet wurde er u. a. mit dem Padma Shri und dem Sangeet Natak Akademi Award (beide 2006), einem Global Indian Music Academy Award (2012) und dem Padma Bhushan (2022). Im Januar 2024 starb er an den Folgen einer Krebserkrankung.

## Diskographie
- Classical Wonders of India (2015)
- Krishna – Ustad Rashid Khan (2013)
- Rashid Again (2013)
- Baithaki Rabi – Ustad Rashid Khan (2012)
- Poore Se Zara Sa Kam Hai (2011)
- Nirgun (2010)
- Kabir (2009)
- Shabad Kirtan Gurbani (2008)
- Hey Bhagwan – Ustad Rashid Khan
- Master Pieces Ustad Rashid Khan (2006)
- Yearning (2006)
- Reflection (2006)
- Masterworks From the NCPA Archives: Rashid Khan
- The Song of Shiva
- Morning Mantra (2003)
- Selection – Raga – Megh and Hansadhwani (2002)
- Voice of India (2002)
- Yatra – A Journey of Rabindrasangeet & Hindustani Classical Bandish, mit Nachiketa Chakraborty
- Naina Piya Se
- Live in Concert: Moreton Centre (2000)
- A Maestro in the Making (2000)
- The Genius of Rashid Khan (2000)
- The Song of Shiva (2000)
- In London (2000)
- Classical Vocal: Ustad Rashid Khan (Live At Savai Gandharva Festival, Pune) (1999)
- Saajan More Ghar Aao (Live) (1998)
- Selection – Kaushi Kanada – Charukeshi – Barwan (1996)
- Khyal (1996)
- Shyam Kalyan – Ustad Rashid Khan (1996)
- Rashid Khan Live In Concert (1995)
- Rashid Khan – Ustad Rashid Khan (1995)
- A Tribute to a Living Legend (1995)
- Raga Yaman / Raga Kirwani (1994)
- Rashid Khan Live In Concert (1993)
- Raga Bageshri / Desh (1991)